# 长广场

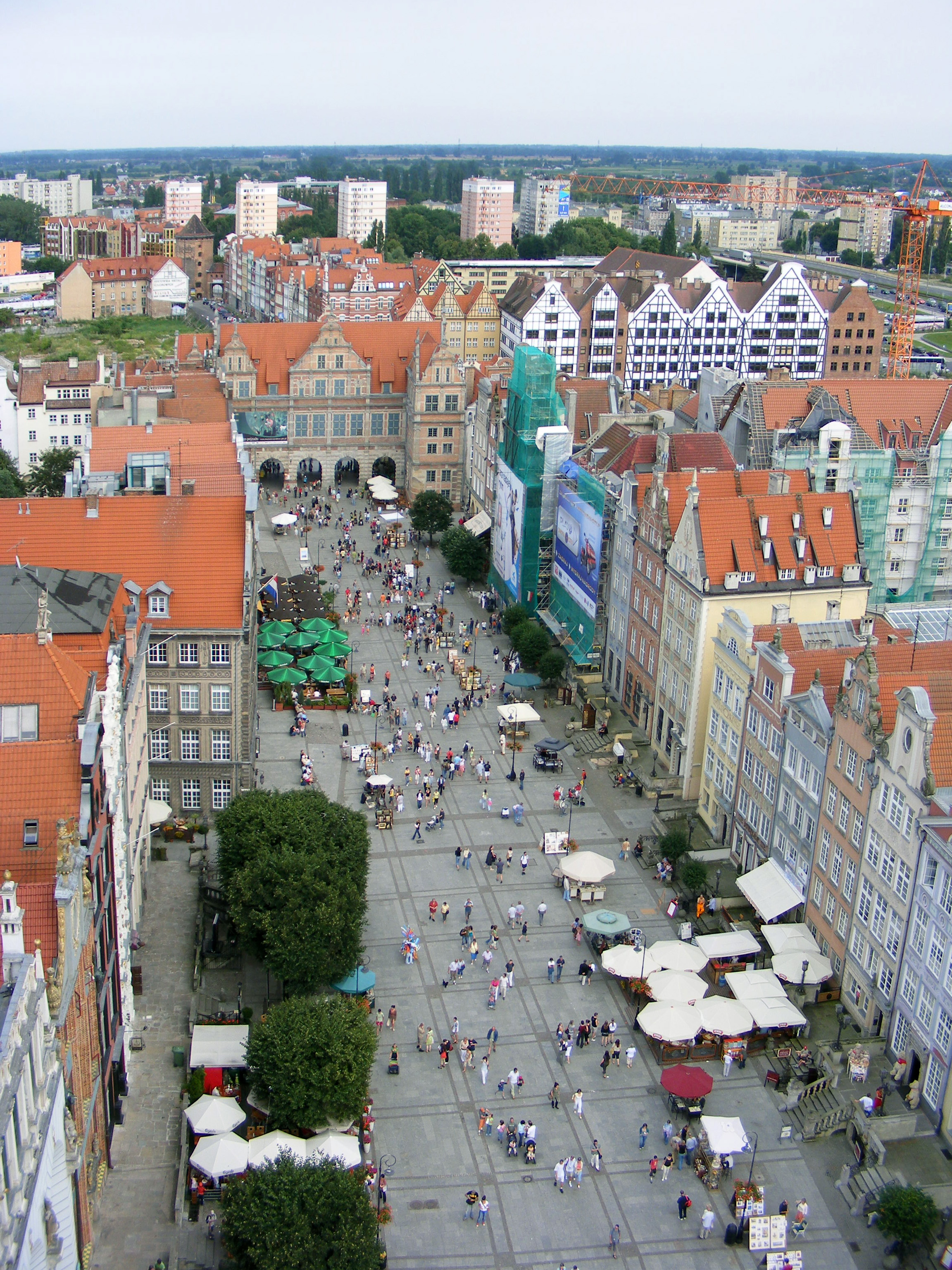
格但斯克长广场，从市政厅到绿门

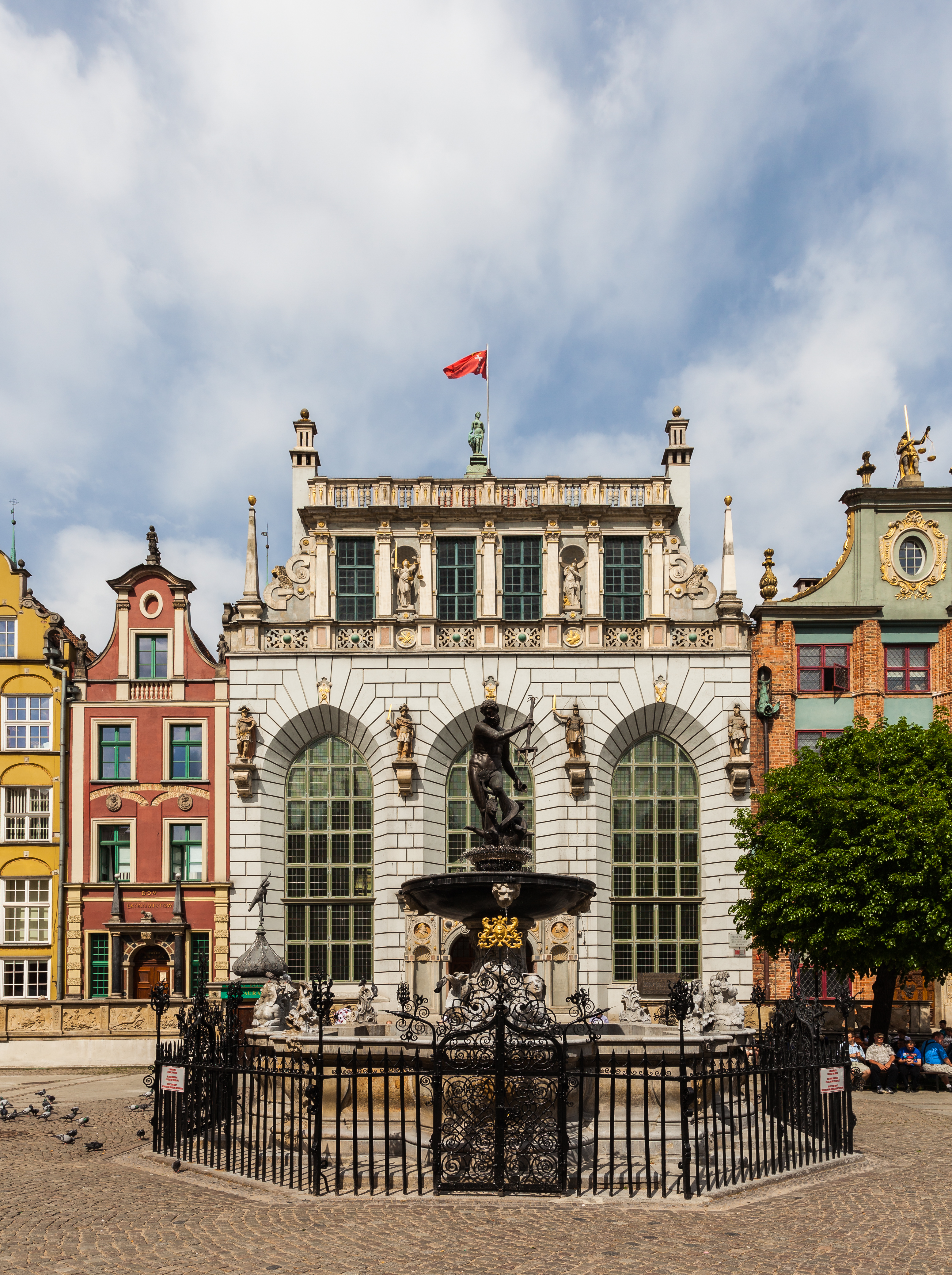
海神喷泉

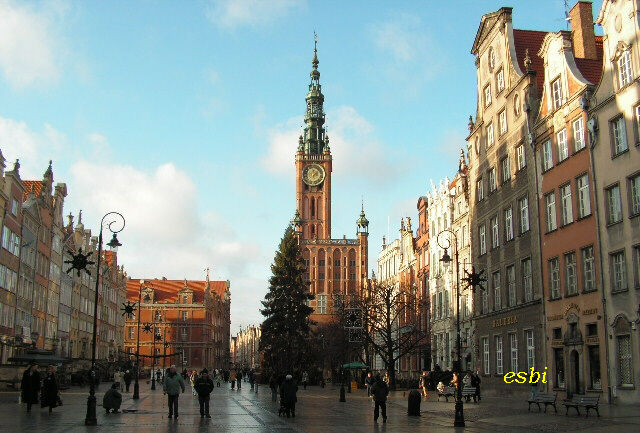
市政厅

长广场（波蘭語：Długi Targ）是波兰城市格但斯克的一个广场，也是该市的主要旅游景点之一。
长广场位于长街的末端与绿门之间。